# アルミランテ・ラトーレ級戦艦
| アルミランテ・ラトーレ級戦艦            | アルミランテ・ラトーレ級戦艦 |
| --------------------------------------- | --- |
| 「アルミランテ・ラトーレ（旧:カナダ）」 | |
| 艦級概観                                | |
| 艦種                                    | 超弩級戦艦 |
| 艦名                                    | 人名 |
| 前級                                    | カピターン・プラット |
| 次級                                    | ノーフォーク級 |
| 性能諸元                                | |
| 排水量                                  | 常備：28,600トン 満載：-トン |
| 全長                                    | 201.5m |
| 水線長                                  | 190.5m |
| 全幅                                    | 竣工時：28.0m 1931年：31.4m |
| 吃水                                    | 常備：8.8m 満載：9.1m |
| 機関                                    | ヤーロー式石炭・重油混焼水管缶21基 +パーソンズ式直結タービン（高速・低速）2組4軸推進 1931年時：ヤーロー式重油専焼水管缶21基+パーソンズ式ギヤード・タービン4基4軸推進 |
| 最大出力                                | 竣工時：37,000shp 1931年時：55,000hp |
| 最大速力                                | 22.75ノット 1931年時：22.4ノット |
| 航続距離                                | 10ノット/4,400海里 |
| 燃料                                    | 石炭：3,300トン 重油：520トン（1931年時：5,500トン） |
| 乗員                                    | 竣工時：1,160名 1920年時：1,175名 |
| 兵装                                    | 竣工時 Mark I 35.6cm（45口径）連装砲5基 Mark XVII 15.2cm（50口径）単装速射砲16基 7.62cm（45口径）単装高角砲2基 4.7cm（50口径）単装速射砲4基 21インチ：53.3cm水中発射型魚雷発射管4基 |
| 兵装                                    | 1931年時 Mark I 35.6cm（45口径）連装砲5基 Mark XVII 15.2cm（50口径）単装速射砲12基 10.2cm（45口径）単装高角砲4基 4.7cm（50口径）単装速射砲4基 （1938年ヴィッカース 4cm（39口径）単装ポンポン砲2基追加） （1950年：エリコン 2cm（76口径）単装機銃19丁追加） 21インチ：53.3cm水中発射型魚雷発射管4基（1950年全撤去） |
| 装甲                                    | 舷側：229mm（水線最厚部）、115～152mm（艦首・艦尾） 甲板：102mmbr />砲塔：254mm（前盾）、229mm（側盾）、51mm（天蓋） バーベット：254mm（甲板上部）、100mm（甲板下部） 副砲ケースメイト：152mm（最厚部） 司令塔：279mm（前盾）、150mm（側盾）                                                                       |
| 航空兵装                                | 水上機：1基（1941年：撤去） |

アルミランテ・ラトーレ級戦艦 (英語: Almirante Latorre class Battleship) は、チリ海軍の戦艦。第一次世界大戦前にチリ政府がイギリスのアームストロング・ホイットワースに2隻を発注した超弩級戦艦である。建造中に第一次世界大戦が始まり、1番艦はイギリス海軍に譲渡されてカナダ (HMS Canada) として就役する。大戦終結後にイギリスからチリ海軍に売却されて、アルミランテ・ラトーレ (Almirante Latorre) となった。第二次世界大戦後に退役。日本の横須賀で解体され、一部は記念艦三笠（イギリス建造艦）の修復に用いられた。
本級2番艦アルミランテ・コクレーン (Almirante Cochrane) も、1番艦と同様に未完成状態でイギリスに譲渡された。2番艦は戦艦から航空母艦へ改造されて空母イーグル (HMS Eagle) と命名される。第一次世界大戦後もイギリスが保有し、英海軍の航空戦力の一翼を担ったが、第二次世界大戦の地中海攻防戦でUボートの雷撃により沈没した。

## 概要
南米諸国（チリ、アルゼンチン、ブラジル）が建艦競争を繰り広げる中、1911年にチリがイギリスのアームストロング社に超弩級戦艦2隻を発注した。それが本級である。1番艦の艦名は当初は「リベルタ (Libertad) 」、次いで「バルパライソ (Valparaíso) 」、そして「アルミランテ・ラトーレ (Almirante Latorre) 」と改名された。2番艦「アルミランテ・コクレーン (Almirante Cochrane) 」が1913年に起工されたが建造中に第一次世界大戦が勃発、イギリス政府の要請によりチリが2隻とも譲渡した。艤装中であった1番艦はイギリス海軍の戦艦カナダ (HMS Canada) として1915年に就役した。カナダはグランドフリートに所属してユトランド沖海戦に参加している。

## 艦形

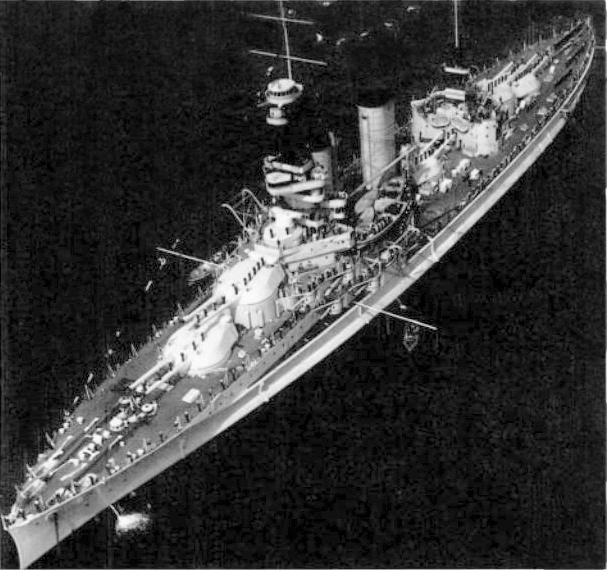
1930年代に撮られたアルミランテ・ラトーレ。

本級の基本設計はアイアン・デューク級に採り、艦首の乾舷の高い短船首楼型船体を採用した。浮力確保のため水面下に膨らみを持つ艦首から艦首甲板上に新設計の35.6cm砲を収めた連装式の主砲塔が背負い式配置で2基、2番主砲塔の基部から六角柱型の上部構造物が始まり、その上に操舵艦橋が設けられ、それを基部として頂上部と中段部に見張り所を持つ三脚型の前部マストが立つ。その背後には2本煙突が立ち、2番煙突のみ太かった。その周囲は艦載艇置き場となっており、煙突間に設けられたクレーン1基により運用された。中央部甲板上に3番主砲塔が後ろ向きに1基配置された背後に後部上部構造物が設けられ、後部見張り所を基部として簡素な後部マストが立った。後部甲板上に4番・5番主砲塔が後ろ向きの背負い式で2基が配置された。副砲の15.2cm速射砲は単装砲架で上部構造物の前側に2基ずつ、船首楼に4基ずつ後部構造物の側面に2基ずつの片舷8基の計16基が配置していたが、後部構造物の副砲は3番・4番・5番主砲塔が片舷射撃を行うと爆風をまともに受けるために撤去されて門数が12門へと減少した。
1929年から1931年にかけてイギリスで近代化改装を実施した。前部マストが多層化し、対空火器が10.2cm単装高角砲4基に更新された。水中防御強化のために舷側水線下にバルジが追加された。1932年から1938年に後部甲板上にカタパルト1基を増設してフェアリーIII水上機1機を運用していたが航空兵装は1941年に全撤去された。

## 兵装

### 主砲

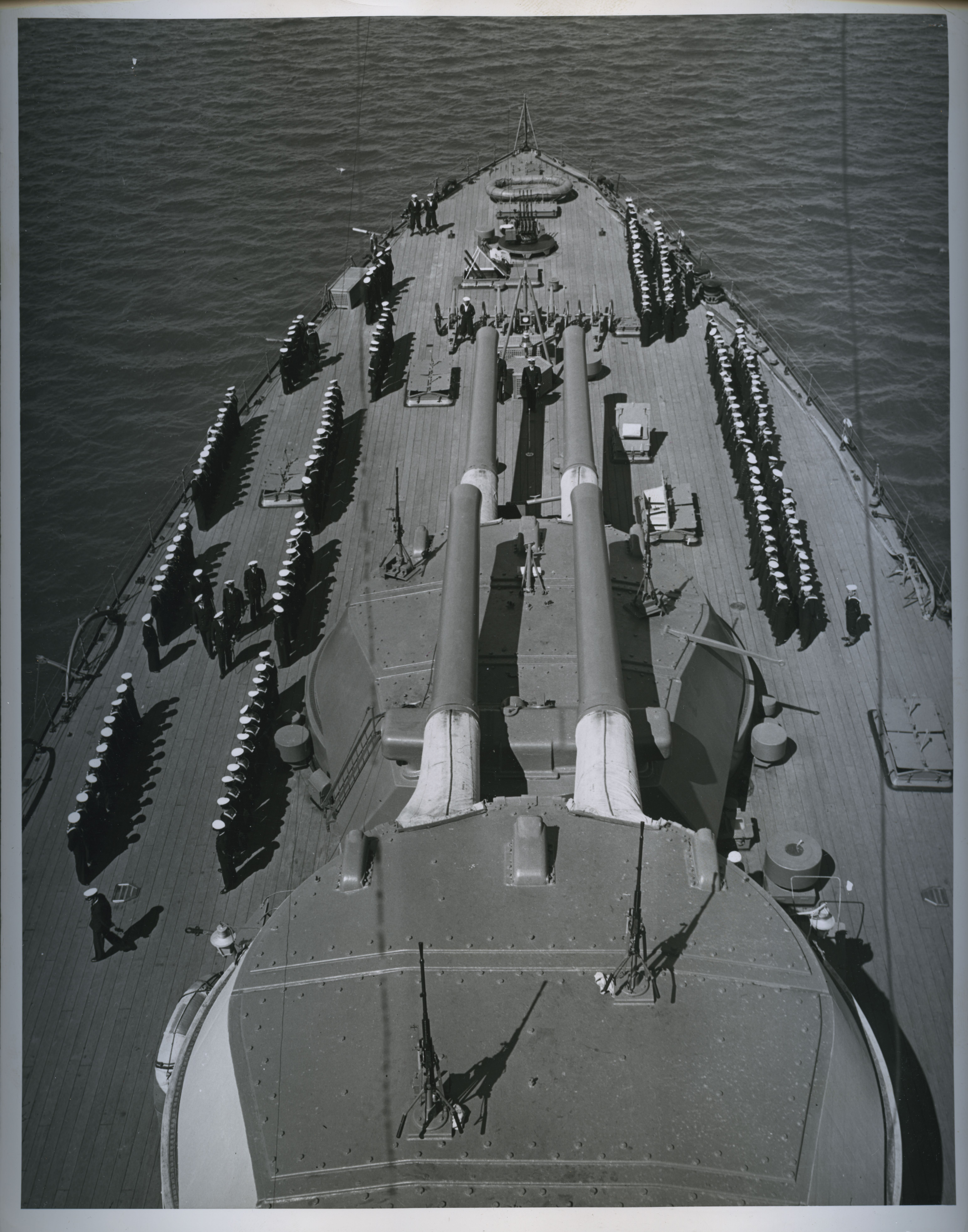
アルミランテ・ラトーレの14インチ艦首砲塔。

主砲は新設計の「1910年型 Mark III 35.6cm（45口径）ライフル砲」である。その性能は719kgの砲弾を仰角45度で22,130mまで届かせられる射程を得ている。俯仰能力は仰角20度・俯角3度であった。旋回角度は単体首尾線方向を0度として左右150度の旋回角度を持っていたが、3番主砲塔のみ上部構造物により首尾線方向を0度として左右30度の射界制限を受けた。発射速度は2発程度であった。1931年の改装により最大仰角は18.5度へと引き上げて射程を延伸された。

### 副砲、その他備砲、魚雷兵装

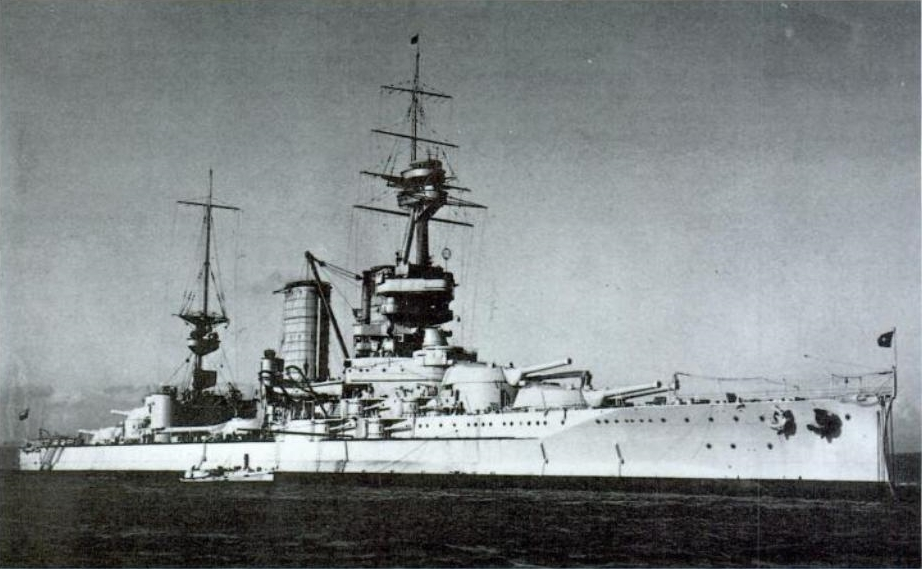
1930年代に撮られたアルミランテ・ラトーレ。

副砲は新設計の「1913年型 Mark XVII 15.2cm（50口径）速射砲」を採用した。その性能は45.36kgの砲弾を、仰角20度で14,800 mまで届かせられた。砲身の俯仰・砲塔の旋回・砲弾の揚弾・装填は主に人力を必要とした。砲身の上下角度は仰角20度・俯角7度で旋回角度は舷側配置の物は160度であった。発射速度は1分間に14～18発であった。
対空火器として「1910年型 Mark I 7.62cm（40口径）高角砲」を採用している。その性能は5.67kgの砲弾を仰角45度で9,970m、最大仰角90度で7,160mの高度まで到達できた。単装砲架は左右方向に180度旋回できたが実際には上部構造物により射界に制限を受けた。砲身の俯仰は仰角90度・俯角10度で発射速度は毎分12～14発だった。
1920年代の改装で高角砲は「Mark V 10.2cm（45口径）高角砲」を採用している。その性能は14.6kgの砲弾を仰角44度で15,020m、最大仰角80度で9,450mの高度まで到達できるこの砲を単装砲架で4基を搭載した。単装砲架は左右方向に180度旋回でき、俯仰は仰角80度、俯角5度で発射速度は毎分10～15発だった。
他に近接攻撃用に「ヴィッカース 1910年型 Mark I 4.7cm（50口径）速射砲」を採用している。その性能は1.5kgの砲弾を仰角12度で5,120mまで到達できるこの砲を単装砲架で4基を搭載した。単装砲架は左右方向に180度旋回でき、俯仰は仰角30度・4俯角5度で発射速度は毎分25発だった。
他に主砲では手に負えない相手への対抗として53.3cm魚雷発射管を単装で1番主砲塔と5番主砲塔の側面に1基ずつ片舷2基ずつ計4基を装備した。

## 防御

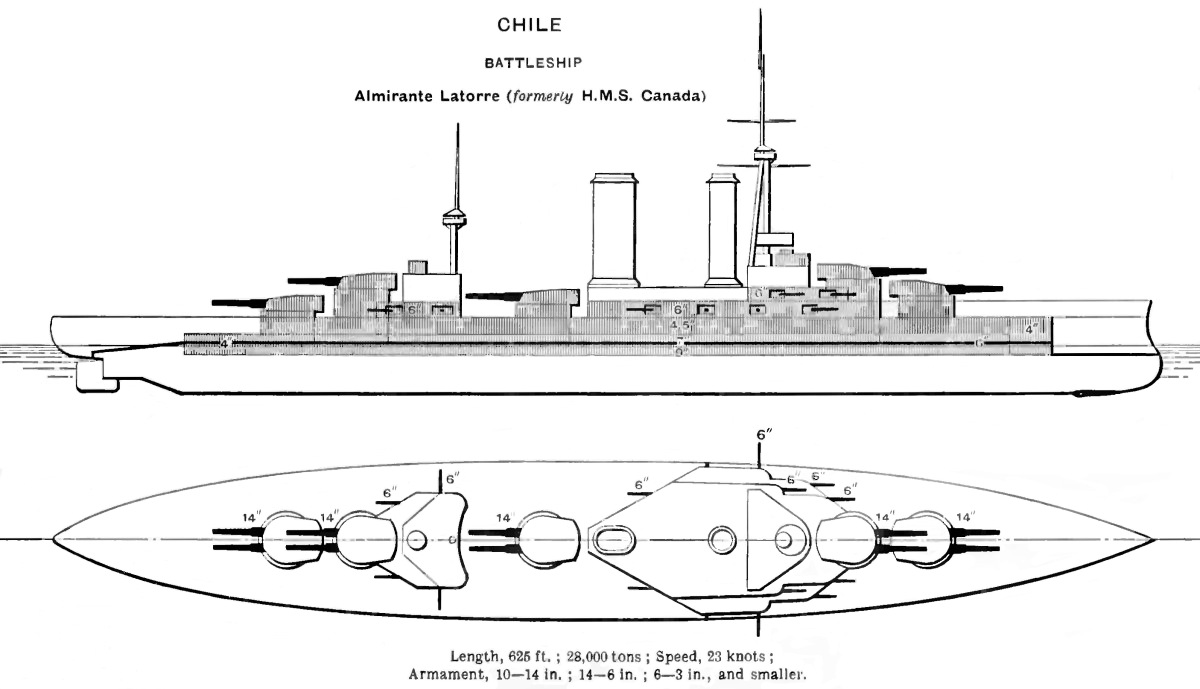
1923年時の本級の武装・装甲配置を示した図。

本級は主砲を大型化したために、防御重量が減少してしまい、防御力は弩級戦艦程度に設計された。本級の装甲配置は装甲巡洋艦と同じく舷側に直接装甲板を貼る直接防御のままであった。舷側装甲の水線部装甲厚においては弾薬庫と機関区のみ229mmで艦首まで152mmから102mmまでテーパーした。船首楼の側面は114mmから178mm装甲が張られ、上部構造物側面の副砲ケースメイトには152mm装甲で防御されていた。主砲塔は前盾が254mmで側面は102mmで比較的厚かった。バーベットは甲板上部は254mmだが甲板下部は102mmとなり薄くされた。

## 機関
本級の機関はヤーロー式石炭・重油混焼水管缶21基に高速用にブラウン・カーチス式高圧型直結タービン2基と低速用にパーソンズ式低圧型直結タービン2基を組み合わせ4軸推進で最大出力37,000馬力で速力22.75ノットを発揮した。
竣工後の1929＝1931年にボイラーをヤーロー式重油専焼水管缶21基に換装し、推進機関をパーソンズ式ギヤード・タービン4基4軸推進に換装。艦形の肥大化にも拘らず最大出力55,000馬力で速力22.4ノットを発揮して速力の低下を防いだ。

## 艦歴
当初は、チリ海軍によってリベルター (Libertad) として議会に建造が承認されたが、その後発注段階において改名されバルパライソ (Valparaiso) としてアームストロング社に発注された。1911年11月に起工されたが、進水前にフアン・ホセ・ラトーレ提督に敬意を表してアルミランテ・ラトーレ (Almirante Latorre) と改名された。第一次世界大戦勃発時には未完成状態であったが、1914年9月にイギリス政府によって購入され、カナダと改名された。なお観戦武官の桜井真清大佐（戦艦コロッサス乗艦）によれば、1914年10月27日に機雷によって沈没した戦艦オーディシャスの戦死者がゼロだったので「英海軍省は沈没を公表せず、チリから購入した戦艦に全生存者を配備してオーディシャスと命名する。」動きがあったという。だがオーディシャスの沈没は、救援にかけつけた貨客船オリンピック号を経由して世界に露見（イギリス政府公式発表は1918年11月14日付）、本艦に命名された艦名は「カナダ」であった。
就役後はグランド・フリートの第4戦隊に所属し、1916年のユトランド沖海戦に参加した（同海戦、戦闘序列）。その後は第1戦隊に所属する。戦後の1919年から1920年までデヴォンポート造船所で戦訓に基づき水平防御強化を初めとする近代化改修が行われた。
本艦は改修中の1919年にチリに売却され、アルミランテ・ラトーレ (Almirante Latorre) の艦名で1921年から就役した。なお、アルミランテ・ラトーレがイギリス政府に購入された際、船体が建造中であった姉妹艦のアルミランテ・コクラン (Almirante Cochrane) も共に購入されている。しかしながらアルミランテ・コクランは戦艦としては完成せず、航空母艦イーグル (HMS Eagle) として完成したため、チリ海軍には売却されなかった。そのかわり、カナダ（アルミランテ・ラトーレ）と共にイギリス製の小型艦艇を売却している。ちなみに当時の南米はアルゼンチンとブラジルが弩級戦艦2隻を保有しており、チリが超弩級戦艦2隻を保有する事はバランスを崩す可能性があったのだが、結果としてチリ海軍は超弩級戦艦を1隻のみ保有する事となり、軍事バランスが均衡する事になった。
1931年9月、アルミランテ・ラトーレの乗組員は賃金カットに抗議して反乱に参加した。その後もチリ海軍での近代化改修によってアルミランテ・ラトーレは1958年まで現役任務を継続することができた。アルミランテ・ラトーレは1958年に売却される。1959年に曳航されて太平洋を横断、日本でスクラップとして廃棄された。

## 同型艦
- アルミランテ・ラトーレ
  - アームストロング社ニューカッスル造船所にて1911年11月27日に起工、1913年11月17日に進水、1915年9月30日にカナダとして就役。1919年よりイギリス本国艦隊に所属。第一次世界大戦後にチリ海軍に返還され1920年8月1日に「アルミランテ・ラトーレ」として就役。1929年から1931年にかけてイギリスのデヴォンポート工廠で近代化改装を実施した。1958年2月に除籍後、1959年に解体処分。

- アルミランテ・コクレーン
  - アームストロング社ニューカッスル造船所にて1913年2月20日に起工、1918年6月8日に進水、イギリス海軍に買収されて1923年9月に航空母艦「イーグル」として就役。1942年8月11日、ペデスタル作戦に参加中、ドイツ海軍潜水艦U73の雷撃で撃沈される[7]（第二次世界大戦における地中海のUボート作戦）。

### 注
1. 1 2  米國内地電報　智利英國軍艦を買収　既に買収せるもの六隻[4]　智利政府は英國政府より戰闘艦加奈陀號及び四輕巡洋艦を買収せり尚ほ九百噸級の水雷驅逐艦六隻を英國より購入する事になり居れりとの噂あり（記事おわり）
2. ↑  備考[8]　前記中Audaciousハ十月二十七日愛蘭土北方ニテ敵ノ機雷ニ触レ沈没セシモ幸ニ乗員ノ全部ヲ救助シ得タルヲ以テ英海軍省ハ之ヲ公表セス、不日竣成スヘキ智理國ヨリ購買セル一戰艦ニ同一ノ各ヲ附シ之ヲ填補セントス。(以下略)
3. ↑  日本へ身賣りのチリー大戰艦　今朝ワイキキ沖に一時碇泊[11]　今早朝ホノルル港沖に碇泊豫定であつた南米チリ―國戰艦（二萬八千トン）アルミランテ・ラトレ號は昨日定より早く同艦は曳かれて今朝日本に向うことになつた　同艦は長さ六六〇呎の巨艦で十四吋砲を始め十吋砲等を装備しているが、一九一一年に竣工されので、現在では實戰に役立たなくなつており日本に屑鐡として賣却されるわけである　南米チリーより日本までは一萬一千哩の大航海で古くなつたエンジンを使うことが出來ないので、日本に曳航されていくが、この様な長距離曳航は始めての事であると云はれている（以下略）

## 参考図書
- 大内健二「第6章　忘れられた航空母艦／イーグル（EAGLE）」『幻の航空母艦　主力母艦の陰に隠れた異色の艦艇』光人社〈光人社NF文庫〉、2006年12月。ISBN 4-7698-2514-5。
- ジョン・ジョーダン『戦艦　AN ILLUSTRATED GUIDE TO BATTLESHIPS AND BATTLECRUISERS』石橋孝夫(訳)、株式会社ホビージャパン〈イラストレイテッド・ガイド6〉、1988年11月。ISBN 4-938461-35-8。
- 「世界の艦船増刊第22集　近代戦艦史」(海人社)
- 「世界の艦船増刊第83集　近代戦艦史」(海人社)
- 「世界の艦船増刊第30集　イギリス戦艦史」(海人社)
- 「世界の艦船増刊第71集　イギリス航空母艦史」(海人社)